# محمد عاصمی
محمّد عاصمی (درگذشتهٔ ۲۱ آذرِ ۱۳۸۸) شاعر و نویسنده و پژوهشگر ایرانی مقیم آلمان و بنیانگذار مجله کاوه در مونیخ بود.

## زندگی
محمّد عاصمی در جوانی شاعر و نویسنده‌ای پرشور بود و اشعار حماسی او با امضای «شرنگ» در نشریات چپ منتشر می‌شد.
وی در دوران طوفانی پس از شهریور ۱۳۲۰ از هنرمندان تئاتر بود و در «تئاتر سعدی» به روی صحنه می‌رفت. او از شاگردان عبدالحسین نوشین کارگردان نامی تئاتر و عضو «کمیته مرکزی حزب توده» بود.
عاصمی در همان دوران با «ایرن»، بازیگر نامدار تئاتر و سینمای ایران پیوند ازدواج بست، که دوام چندانی نداشت.
محمد عاصمی پس از کودتای ۲۸ مرداد ۱۳۳۲ تحت پیگرد قرار گرفت و ناگزیر شد ایران را ترک کند و در آلمان اقامت گزیند.
وی از فروردین ۱۳۴۲ نشریهٔ فرهنگی و اجتماعی کاوه را به زبان فارسی در مونیخ منتشر کرد. این نشریه به ویژه ناشر افکار و آثار نویسندگان و پژوهشگران ایرانی شد که در اروپا اقامت داشتند.
عاصمی، چنان‌که خود در مصاحبه‌ای گفته است، نشریهٔ خود را «کاوه» نامید، برای زنده داشتن یاد نشریه مهمی که نیم قرن پیش از آن برخی ادبای تبعیدی سرشناس ایرانی مانند سید حسن تقی‌زاده، علامه محمد قزوینی، محمدعلی جمالزاده در برلین منتشر می‌کردند.
با «مجله کاوه» با مدیریت عاصمی گروه بزرگی از نویسندگان و پژوهشگران ایرانی همکاری داشتند، مانند محمدعلی جمالزاده،  پرویز ناتل خانلری، علی دشتی، عباس زریاب خویی، بزرگ علوی، احسان طبری، محمود تفضلی، علی نقی منزوی، سعیدی سیرجانی و ده‌ها ادیب و متفکر دیگر.
از او آثاری در تألیف و ترجمه باقی‌مانده است. آخرین کار او یک «سی دی» است که در آن شعرهای دوست خود مسعود عطایی را خوانده است. این اثر در زمستان ۲۰۰۸ به بازار آمد.
وی از چند سال پیش از بیماری سرطان مری رنج می‌برد و سرانجام بامداد روز شنبه ۲۱ آذر ۱۳۸۸ (۱۲ دسامبر ۲۰۰۹) در سن ۸۴ سالگی در بیمارستانی در نزدیکی شهر مونیخ درگذشت.